# Championnat de Côte d'Ivoire de football de deuxième division 2015-2016
Navigation
Saison précédente Saison suivante
La saison du Championnat de Côte d'Ivoire de football D2 2015-16 est la 58e édition de la deuxième division ivoirienne.

## Les clubs de l'édition 2015-16
| Groupe A - FC San-Pédro - CODAN - Cosmos Koumassi - EFYM - Alliance Indenié d'Abengourou - Séraphins Daoukro - Sirocco San-Pédro - Songon FC - Stella Adjamé - ES Bingerville - IFER - CO Bouaflé | Groupe B - Fermiers d'Agnibilékrou - Issia Wazy - Schadrac Maféré - AS Athlétic Adjamé - US Koumassi - Ivoire Academie - Bouaké FC - Siguilolo FC - USC Bassam - Williamsville AC - RFC Yamoussoukro - AC Sinfra |

## Finale
| 28 août 2016 | WAC | 0-0 (4-1 t.a.b.) | FC San-Pédro | Parc des Sports de Treichville |  |
|              |     |                  |              |                                |  |